# Vilamaniscle
Vilamaniscle település Spanyolországban, Girona tartományban. Vilamaniscle Rabós, Llançà és Garriguella községekkel határos. Lakosainak száma 201 fő (2024).

## Népesség
A település népessége az elmúlt években az alábbi módon változott:
| Lakosok száma | 18   | 336  | 266  | 156  | 115  | 160  | 169  | 170  | 200  | 201  |
|               | 1717 | 1887 | 1936 | 1960 | 1986 | 2004 | 2009 | 2014 | 2019 | 2024 |